# Rubel
Rubel Brisolla (Volta Redonda, 10 de abril de 1991) é um cantor, compositor, roteirista e diretor brasileiro. Em setembro de 2018 o álbum Casas recebeu nomeação ao Grammy Latino na categoria Melhor Álbum de Rock ou Música Alternativa em Língua Portuguesa. e em 2023 o álbum As Palavras, Vol. 1 & 2 também foi indicado ao Grammy Latino na categoria de Melhor Álbum de Pop Contemporâneo em Língua Portuguesa.

## Carreira
Nascido em Volta Redonda, cidade do interior do estado do Rio de Janeiro, aos sete anos mudou-se com a família para a capital deste estado. Já instalado na cidade do Rio de Janeiro, teve uma banda, enquanto estudava no ensino médio, chamada de A Corleones, na qual tocava de terno, tendo um estilo musical mais ligado ao rock alternativo.
Deixou a música totalmente de lado, por uns três anos, durante a faculdade; período no qual foi estudar Cinema na PUC-RIO.
Em 2011, Rubel foi fazer um intercâmbio nos Estados Unidos, em Austin, no Texas, pra estudar Cinema na Universidade do Texas em Austin e durante esse período começou a escrever as primeiras canções. Em 2013, lançou seu primeiro trabalho intitulado Pearl. A canção "Quando Bate Aquela Saudade" fez um enorme sucesso na internet, ganhando videoclipe em setembro de 2015 com direção do próprio Rubel. Em 2017 Rubel foi contemplado pelo edital da Natura Musical para lançar seu segundo álbum. Em março de 2018 foi lançado o álbum Casas, com parcerias de Emicida e Rincon Sapiência. A canção "Partilhar" entrou para a trilha sonora da telenovela Malhação: Vidas Brasileiras, e a canção "Quando Bate Aquela Saudade" entrou para a trilha da supersérie Onde Nascem os Fortes.
Em setembro de 2018, o álbum Casas recebeu indicação ao Grammy Latino na categoria Melhor Álbum de Rock ou Música Alternativa em Língua Portuguesa. O álbum também foi eleito o 20º melhor disco brasileiro de 2018 pela revista Rolling Stone Brasil. A turnê do disco Casas passou por mais de 60 cidades, incluindo Nova Iorque, Lisboa, Porto, e alguns dos principais festivais do país, como o Coala, Queremos, Rock the Mountain, e passou por alguns dos principais palcos do país, como Circo Voador, Vivo Rio, Opera de Arame, Tom Brasil, Auditório Ibirapuera, Teatro Amazonas, etc.
Em 2023, no dia 3 de março, lançou As Palavras, Vol. 1 & 2, que foi escolhido pela Associação Paulista de Críticos de Arte como um dos 50 melhores álbuns nacionais de 2023. No mesmo ano, o álbum também foi indicado ao Grammy Latino 2023 na categoria de Melhor Álbum de Pop Contemporâneo em Língua Portuguesa.
Ainda em 2023, o canal Disney+ estreou a minissérie "Tá Tudo Certo", o qual Rubel roteirizou e participou junto com outros jovens artistas musicais da nova geração da MPB. Formado em cinema, anteriormente Rubel também já havia participado da roteirização de outros programas; Mister Brau, da Rede Globo, e Lady Night, do Multishow.. Dirigiu também os próprios clipes das canções “Quando Bate Aquela Saudade”, “Partilhar”, “Ben”, “Colégio” e “Chiste”.
Em 2025, no dia 28 de maio, lançou Beleza. Mas agora a gente faz o que com isso?, seu quarto álbum.

## Discografia

### Álbuns de estúdio
| Álbum                                         | Detalhes                                                                                              |
| --------------------------------------------- | --- |
| Pearl                                         | - Lançamento: 28 de abril de 2013 - Formatos: CD, Vinil, download digital - Gravadora: Tratore        |
| Casas                                         | - Lançamento: 2 de março de 2018 - Formato(s): CD, Vinil, download digital - Gravadora: Tratore       |
| As Palavras, Vol.1 & 2                        | - Lançamento: 3 de março de 2023 - Formato(s): CD, Vinil, download digital - Gravadora: Coala Records |
| Beleza. Mas agora a gente faz o que com isso? | - Lançamento: 28 de maio de 2025 - Formato(s): download digital - Gravadora:                          |

### Singles
Como artista principal
| Título                                      | Ano  | Álbum                         |
| ------------------------------------------- | ---- | ----------------------------- |
| "Quando Bate Aquela Saudade"                | 2013 | Pearl                         |
| "Quando Bate Aquela Saudade" (relançamento) | 2015 | Pearl                         |
| "O Velho e o Mar"                           | 2016 | Pearl                         |
| "Ben"                                       | 2017 | Pearl                         |
| "Chiste" (com Rincon Sapiência)             | 2018 | Casas                         |
| "Colégio"                                   | 2018 | Casas                         |
| "Só Pra te Mostrar"                         | 2019 | Não adicionado à nenhum álbum |
| "Partilhar" (com Anavitória)                | 2019 | Não adicionado à nenhum álbum |
| "Você Me Pergunta" (com Adriana Calcanhoto) | 2020 | Não adicionado à nenhum álbum |
| "O Homem da Injeção II"                     | 2021 |                               |

Como artista convidado
| Título                                      | Ano  | Álbum     |
| ------------------------------------------- | ---- | --------- |
| "Na Contramão" (Pedro Luís part. Rubel)     | 2019 | Macro     |
| "Pra Bem Perto de Mim" Gui Held part. Rubel | 2021 | Corpo Nós |

### Outras aparições
| Título                     | Ano  | Outros artistas | Álbum               |
| -------------------------- | ---- | --------------- | ------------------- |
| "Por que Você Faz Cinema?" | 2019 | —               | Nada Ficou no Lugar |
| "O Tanto que Falta"        | 2019 | Rebeca Sauwen   | Corar               |
| "Love's Will"              | 2019 | Bruno Capinan   | Real                |
| "Ontem ao Luar"            | 2019 | —               | Éramos Seis         |
| "Medo Bobo"                | 2019 | —               | Amor de Mãe         |